# Just Breathe
Just Breathe è una canzone della band statunitense Pearl Jam pubblicata il 31 ottobre 2009 come secondo singolo dal loro nono album in studio Backspacer. Il singolo è uscito in un disco a doppio lato contemporaneamente a Got Some.
Il brano, scritto da Eddie Vedder, deriva dal primo accordo del pezzo strumentale "Toulumne", composto dall'autore per la colonna sonora del film "Into the wild" del 2007.
La canzone è stata utilizzata in alcune serie tv tra cui Castle, One Tree Hill, e Brothers & Sisters - Segreti di famiglia, come nei film P.S I love you, Tre all'improvviso e Buck, e nei titoli di coda del documentario Buck Brannaman.

## Tracce
CD (UK), vinile e download digitale (UK)
1. Got Some – 3:01 (testo: Eddie Vedder – musica: Jeff Ament)
2. Just Breathe – 3:34 (Eddie Vedder)

Download digitale (Australia)
1. Got Some – 3:03
2. Just Breathe – 3:36
3. Just Breathe (live) – 3:52

## Classifiche
| Classifica (2009-2010)               | Posizione massima |
| ------------------------------------ | ----------------- |
| Billboard Canadian Hot 100           | 30                |
| U.S. Billboard Hot 100               | 78                |
| U.S. Billboard Rock Songs            | 5                 |
| U.S. Billboard Alternative Songs     | 6                 |
| U.S. Billboard Mainstream Rock Songs | 36                |
| U.S. Billboard Adult Top 40          | 20                |
| U.S. Billboard Triple A Songs        | 1                 |
| Paesi Bassi                          | 14                |
| Croazia                              | 80                |
| Polonia                              | 1                 |
| Portogallo                           | 9                 |

### Classifiche di fine anno
| Classifica (2010) | Posizione |
| ----------------- | --------- |
| Canada            | 95        |

## Cover
Willie Nelson ha pubblicato la sua versione della canzone nell'album del 2012 Heroes.